# Lommagölen (Traryds socken, Småland)
Lommagölen är en sjö i Markaryds kommun i Småland och ingår i Helge ås huvudavrinningsområde.